# ФАР (футбольний клуб)
АС «ФАР» (араб. الجمعية الرياضية للقوات المسلحة الملكية‎, фр. Association sportive des Forces armées royales) — марокканський футбольний клуб з Рабата, заснований у 1958 році. Виступає у Чемпіонаті Марокко. Домашні матчі приймає на стадіоні «Принца Мулая Абдалли», місткістю 53 000 глядач.

## Досягнення

### Національні
- Чемпіонат Марокко
  - Чемпіон: 1960/61, 1961/62, 1962/63, 1963/64, 1966/67, 1967/68, 1969/70, 1983/84, 1986/87, 1988/89, 2004/05, 2007/08, 2022/23
- Кубок Марокко
  - Володар: 1959, 1971, 1984, 1985, 1986, 1999, 2003, 2004, 2007, 2008, 2009, 2020

### Міжнародні
- Ліга чемпіонів КАФ
  - Чемпіон: 1985
- Кубок конфедерації КАФ
  - Володар: 2005.